# آناستازیو بوستمانته
آناستازیو بوستمانته (انگلیسی: Anastasio Bustamante; ۲۷ ژوئیهٔ ۱۷۸۰ – ۶ فوریهٔ ۱۸۵۳) سیاست‌مدار اهل مکزیک بود.